# Bregmacerotidae
La famiglia Bregmacerotidae comprende 14 specie di pesci ossei marini appartenenti all'ordine Gadiformes, tutti classificati nel genere Bregmaceros.

## Etimologia
Il nome scientifico deriva dalle parole greche bregma (indicante la parte iniziale della testa) + keras (corno) e indica chiaramente il "corno" costituito dal raggio spinoso della prima pinna dorsale presente sulla testa di queste specie.

## Distribuzione e habitat
Questi pesci si incontrano in tutti i mari e gli oceani tropicali e subtropicali. La specie Bregmaceros nectabanus è l'unica del genere Bregmaceros presente nel mar Mediterraneo e nelle acque italiane.

Vivono da pelagici in acque aperte, più o meno vicino alle coste o al largo a seconda delle specie. Alcune specie sono abissali e si trovano in acque profonde fino a 2000 metri. Poche specie possono entrare in acque salmastre.

## Descrizione
Questi pesci presentano un corpo siluriforme, con testa arrotondata e grande bocca. Il corpo è lungo, sottile verso il peduncolo caudale. Hanno due pinne dorsali, di cui la prima, molto caratteristica, è inserita sulla testa ed è composta da un solo raggio spinoso, piuttosto lungo, la seconda, invece, è lunga ed ha una profonda incisione al centro, così come la pinna anale. La pinna caudale è piccola e forcuta. Le pinne ventrali portano 3 lunghissimi raggi filamentosi. Scaglie grandi. Non c'è barbiglio sotto il mento.

Le dimensioni sono contenute, attestandosi tra 1,5 e 11,5 cm, secondo la specie. 
La livrea è solitamente bruno-argentea.

## Tassonomia
La tassonomia di questa famiglia necessita di essere revisionata.

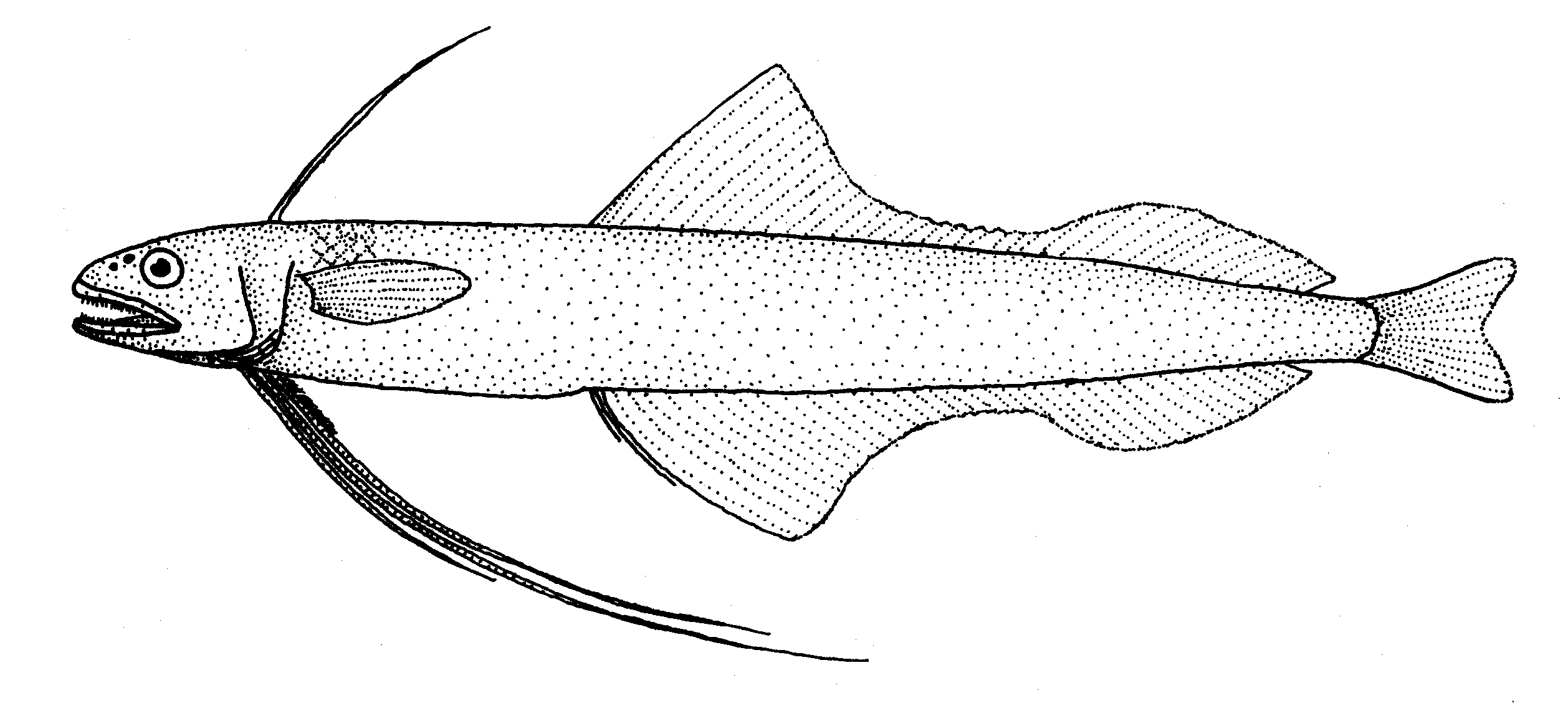
Bregmaceros mcclellandi

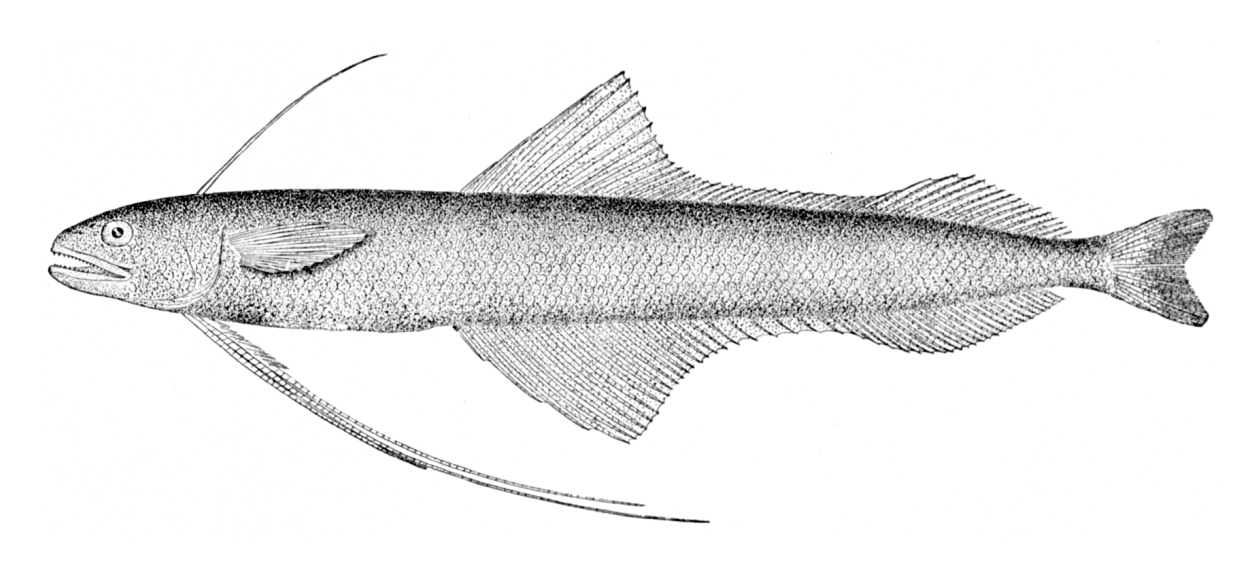
Bregmaceros atlanticus

## Specie
- Bregmaceros arabicus D'Ancona & Cavinato, 1965
- Bregmaceros atlanticus Goode & Bean, 1886
- Bregmaceros bathymaster Jordan & Bollman, 1890
- Bregmaceros cantori Milliken & Houde, 1984
- Bregmaceros cayorum Nichols, 1952
- Bregmaceros houdei Saksena & Richards, 1986
- Bregmaceros japonicus Tanaka, 1908
- Bregmaceros lanceolatus Shen, 1960
- Bregmaceros mcclellandi Thompson, 1840
- Bregmaceros nectabanus Whitley, 1941
- Bregmaceros neonectabanus Masuda, Ozawa & Tabeta, 1986
- Bregmaceros pescadorus Shen, 1960
- Bregmaceros pseudolanceolatus Torii, Javonillo and Ozawa, 2004
- Bregmaceros rarisquamosus Munro, 1950